# Сонджон (13-й правитель Корё)
Сонджон (кор. 선종, 宣宗, Seonjong) — 13-й правитель корейского государства Корё, правивший в 1083—1094 годах. Имя — Ун (кор. 운, 運, Un). Второе имя — Кечхон (кор. 계천, 繼天, Gyecheon).
Посмертные титулы — Ансон кванин хёнсун Сахё-тэван.